# Lacrosse na Olimpijskim igrama
Lacrosse na Olimpijskim igrama se našao u službenom programu Igara samo u dva navrata: 1904. i 1908. godine. Nakon toga je još nekoliko puta bio demonstracijski sport na Igrama, i to 1928., 1932. i 1948.

## Osvajači odličja na OI u lacrosseu
| Olimpijske igre | Zlato                           | Srebro                                       | Bronca                  |
| --------------- | ------------------------------- | -------------------------------------------- | ----------------------- |
| London 1908.    | Kanada                          | UK                                           | -                       |
| St.Louis 1904.  | Shamrock Lacrosse Team (Kanada) | St. Louis Amateur Athletic Association (SAD) | Mohawk Indians (Kanada) |